# (890) Waltraut
(890) Waltraut – planetoida z grupy pasa głównego asteroid okrążająca Słońce w ciągu 5 lat i 96 dni w średniej odległości 3,02 au. Została odkryta 11 marca 1918 roku w Landessternwarte Heidelberg-Königstuhl w Heidelbergu przez Maxa Wolfa. Nazwa pochodzi od Waltraute, bohaterki opery Zmierzch bogów Richarda Wagnera. Przed nadaniem nazwy planetoida nosiła oznaczenie tymczasowe (890) 1918 DK.